# 施一德
施一德（1489年—？），字子脩，直隸蘇州府太倉州崇明縣人，民籍，明朝政治人物。

## 生平
正德十一年（1516年）丙子科應天府鄉試第一百九名舉人。正德十六年（1521年）中式辛巳科會試第三百三名，登第三甲第八十名進士。授行人，嘉靖六年（1527年）九月试职理刑，次年实授監察御史，七年八月监督明顯陵工程，十年三月因显陵香殿暖阁渗漏，贬兴国州判官，累升浙江台州府同知，十六年正月升四川按察司佥事。

## 家族
曾祖施安；祖父施恭；父施美玉，曾任判官。母張氏。具慶下。